# Bulgarii din România

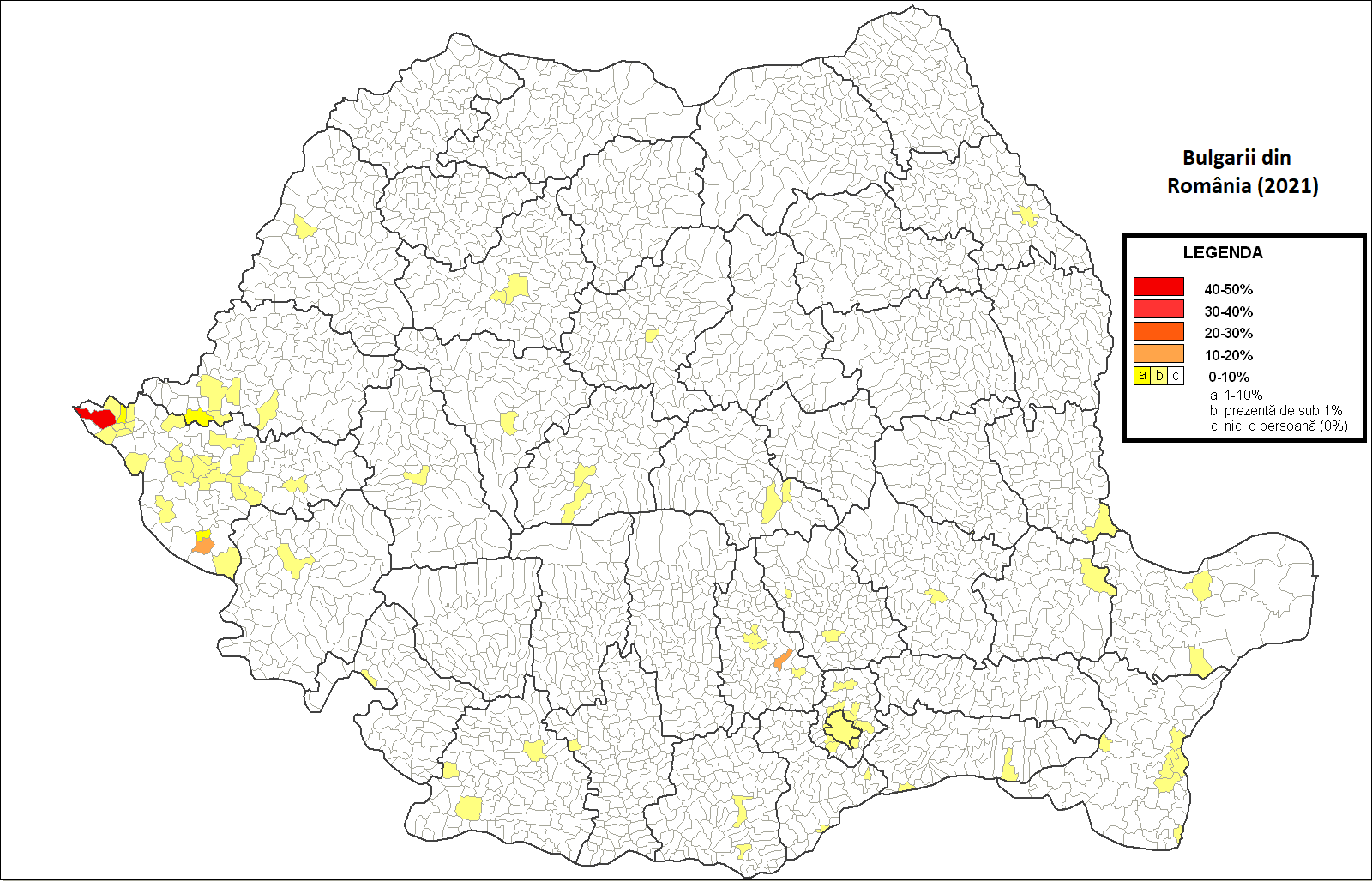
Bulgarii din România (2021)

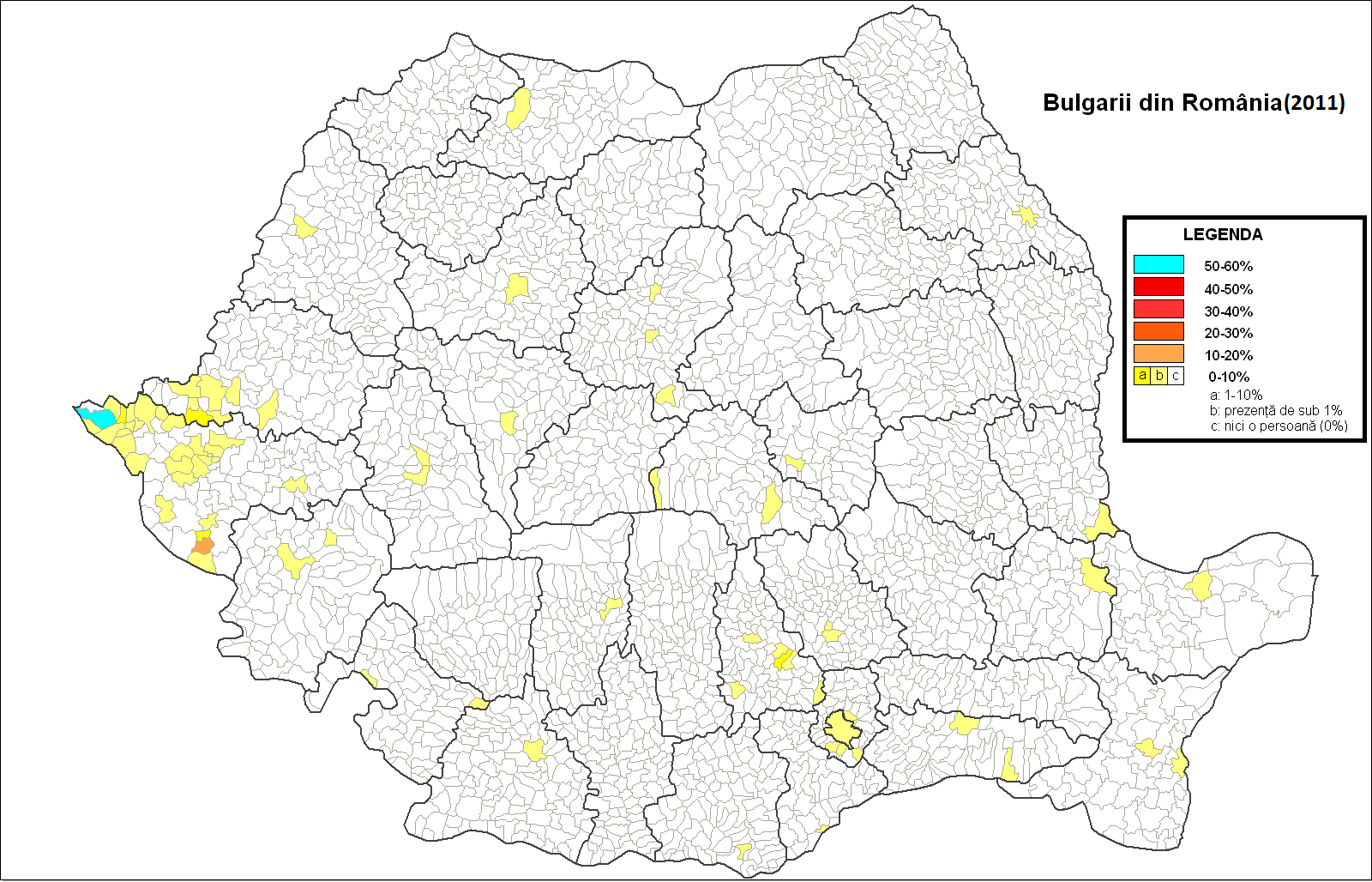
Bulgarii din România (2011)

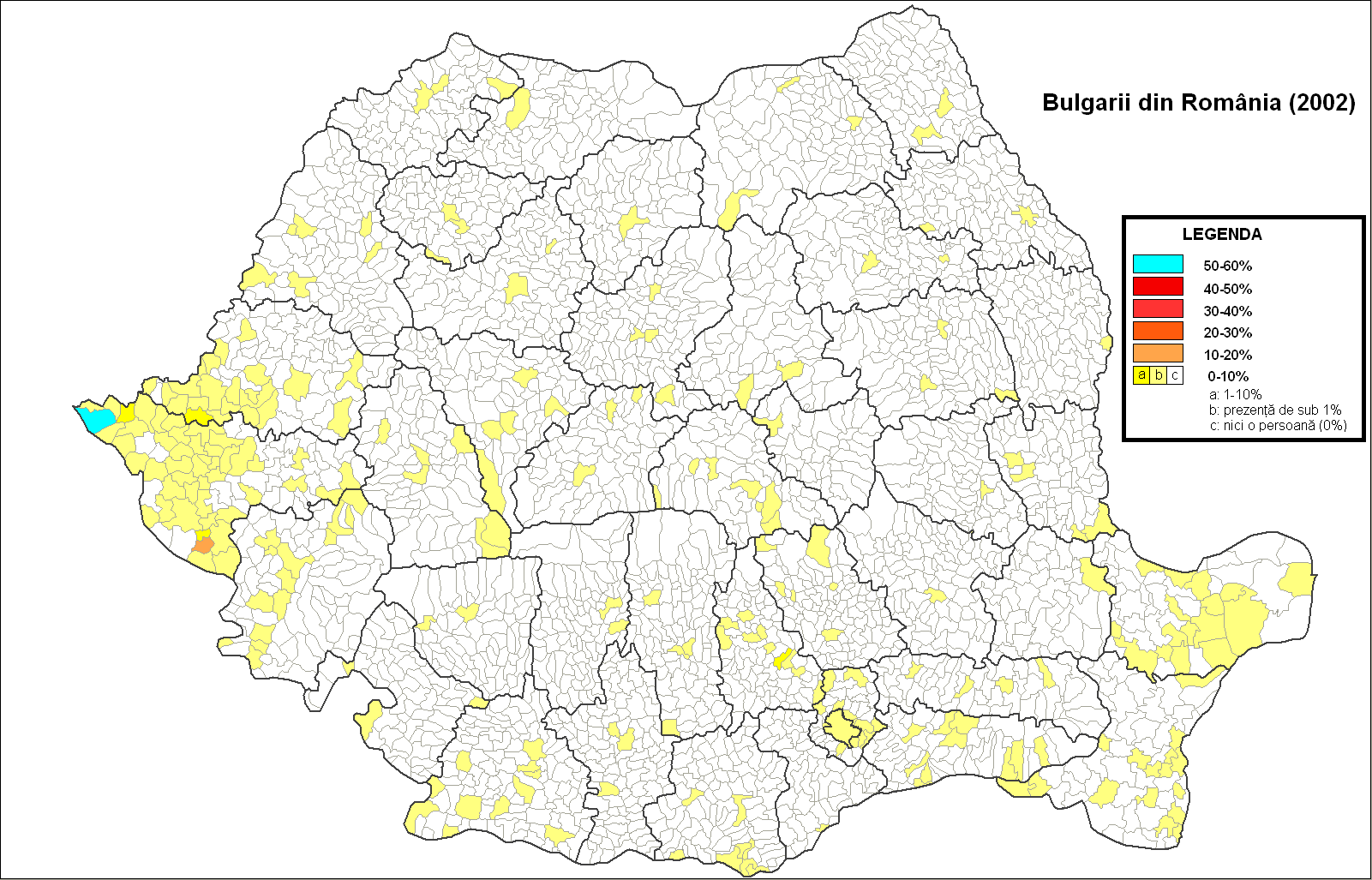
Bulgarii din România (2002)

Bulgarii din România sunt un grup etnic minoritar din România. La ultimul recensământ al populației din 2021, în România există 5.975 bulgari reprezentând 0,03% din populația țării. Ca multe alte minorități, bulgarii din România sunt în scădere: în 2011 se înregistrau 7.336 bulgari reprezentând 0,04% din populația țării. 
În ciuda numărului mic, bulgarii au fost foarte influenți asupra vecinilor lor din nord, cele două țări fiind la un moment dat unite în Țaratul Vlaho-Bulgar. 
De-a lungul istoriei, comunități de bulgari au existat în Valahia, Dobrogea de Nord și Transilvania. Cu toate acestea, cea mai mare comunitate de bulgari, cea care și-a prezervat cel mai bine tradițiile și obiceiurile, se găsește în nordul Banatului. În Muntenia numărul celor de origine bulgară este mare, cu toate acestea mulți și-au pierdut identitatea națională și nu-și mai vorbesc limba. 
Cu ajutorul unor studii efectuate de cercetătorii bulgari s-a aflat că minoritatea Secuiască nu sunt decât un subgrup de Protobulgari maghiarizați. De asemenea, aceleași studii au dovedit că Șcheii din Transilvania sunt bulgari românizați (un punct de vedere acceptat de către Lyubomir Miletich și de scriitorii români). 
| Județul   | Bulgari (2021) | Procentul |
| --------- | -------------- | --------- |
| Timiș     | 3.244          | 0,5%      |
| Dâmbovița | 1.487          | 0,31%     |
| Arad      | 510            | 0,12%     |
| București | 239            | 0,01%     |
| Ilfov     | 92             | 0,02%     |
| Constanța | 72             | 0,01%     |

Ei trăiesc în 3 regiuni ale țării, prezența acestei populații fiind legată de o istorie și origine diferită:
- 1) Banat (vezi articolul Bulgari bănățeni)
- 2) Muntenia (și Oltenia), în zonele de câmpie, unde sunt denumiți "sârbi". Așa-zișii "sârbi" din sudul României sunt de fapt bulgari.[6] Ei nu beneficiază de învățământ sau liturghie în limba maternă și sunt din această cauză într-un puternic proces de asimilare. Chiar dacă recensămintele nu vorbesc decât de câteva mii de bulgari, numărul lor se poate ridica la circa 100.000 persoane, însă datorită lipsei conștiinței naționale se declară de cele mai multe ori drept "români". Acești bulgari sunt descendenții bulgarilor care s-au refugiat de opreliștea otomană începând cu secolul XV până în secolul XIX. În prima jumătate a sec. XX li s-au mai adăugat bulgarii veniți aici din motive sociale și economice.
- 3) Dobrogea de Nord: Majoritatea au părăsit România în 1940 în urma schimbului de populație cu Bulgaria stabilit la tratatul de la Craiova; azi mai trăiesc acolo doar câteva sute de bulgari. Aceasta este cea mai veche comunitate bulgărească din România, prezența ei datând încă din secolul VII.
- 4) Transilvania și nordul Munteniei: Bulgarii colonizați în Evul Mediu în Transilvania și nordul Munteniei au fost asimilați de-a lungul timpului, păstrându-se doar toponimul Șchei (de exemplu în Brașov sau în Câmpulung), precum și unele tradiții și obiceiuri legate de bulgari.[7]

La aceștia se adaugă în vremuri istorice:
- Basarabia (vezi articolul Bulgari basarabeni) : în teritoriul care între 1856 și 1878 (Cahul, Bolgrad și Ismail), respectiv între 1918 și 1940 și în perioada 1941-1944 a aparținut României trăiesc 194.662 de bulgari, emigrați aici în prima jumătate a secolului al XIX-lea. Astăzi, acest teritoriu aparține Republicii Moldova și Ucrainei. Centrul lor este orașul Bolgrad.
- Transnistria, care între 1941 și 1944 a fost incorporată României, avea în anul 1941 27.638 etnici bulgari.
- Cadrilater, care a aparținut României între 1913 și 1940, cu o majoritate relativă de bulgari în perioada respectivă.

## Politică

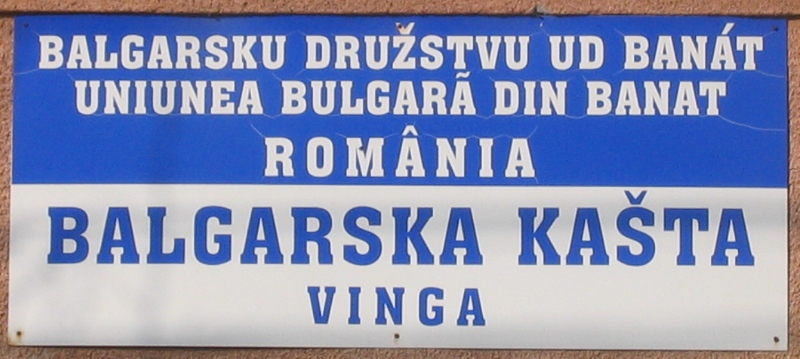
Sigla UBBR, sediul din Vinga

În perioada 1990 - 1996, reprezentantul minorității bulgare în Camera Deputaților a fost președintele Uniunii Bulgare din Banat, Carol Ivanciov. La alegerile din 1996, locul minorității bulgare în Parlamentul României a fost câștigat de reprezentantul Asociației Culturale Bulgare din Romania devenita ulterior Uniunea Democrata Bulgara din Romania, Florin Simion. În aceste alegeri, A.C.B.R a obținut 5.359 de voturi, iar Uniunea Bulgară din Banat – 4.115 voturi. La alegerile din noiembrie 2000, reprezentant al minorității bulgare în Camera Deputaților a fost ales Petru Mirciov, din partea Uniunii Bulgare din Banat. Apoi legislația electorală a restrâns dreptul etnicilor bulgarilor din restul tarii sa candideze, pentru a-și propune propriul candidat în parlament și a nu concura reprezentantul existent. În prezent UBB-R (Banat) e reprezentată de Gheorghe Nacov.

## Personalități
- Panait Cerna
- Liuba Dimitriu
- Carol Telbisz
- Stefan Dunjov
- Hristo Botev
- Vasil Levski
- Gheorghe Nacov
- Liuben Karavelov
- Gheorghi Rako
- Magda Isanos
- Anton Pan * Anton Pannaoitov  - nascut in Sliven, Bulgaria
- Stefan  Roll   sau Gheorghe Dinu  - Gheorghi Dinev
- Nicolai Crevedia
- Arta Florescu
- Pansit Cerna  - sau Panaiot  Cernev
- Petar Protici
- Valentin Desliu
- Didu Ivan (personaj popular)

## Galerie

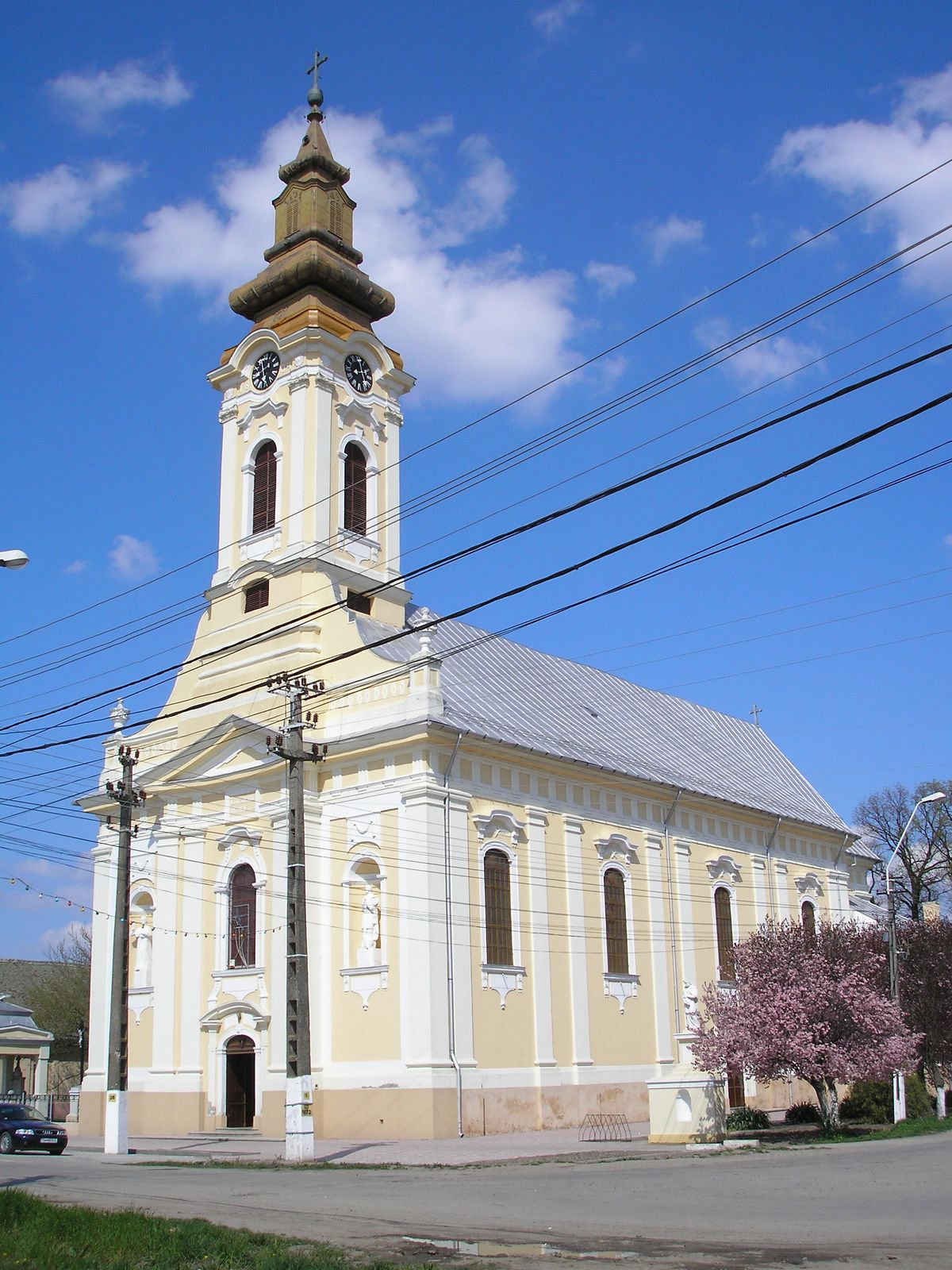
Biserică Romano-Catolică din Dudeștii Vechi (Stár Bišnov)
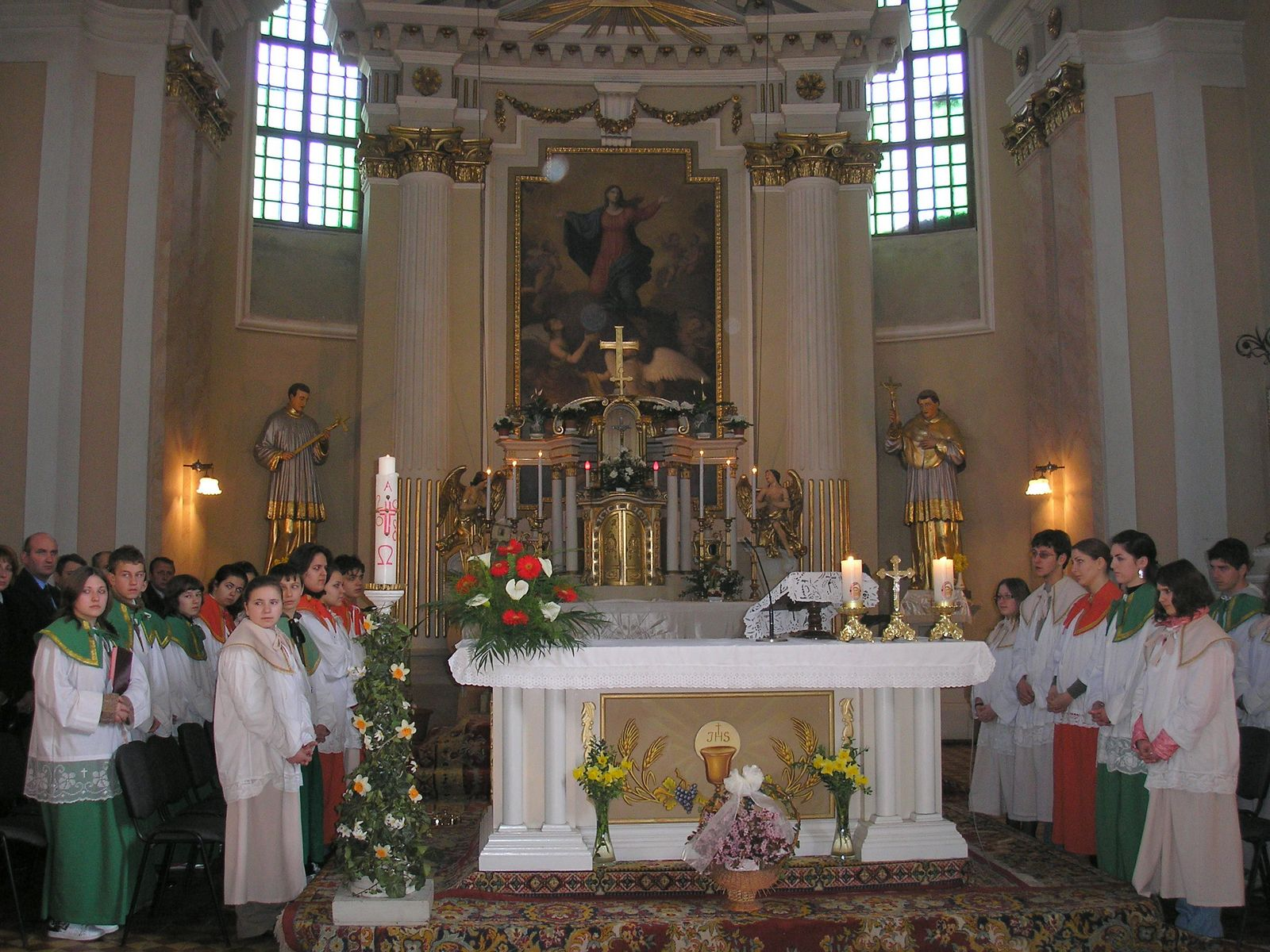
Liturghie în interiorul bisericii din prima poză
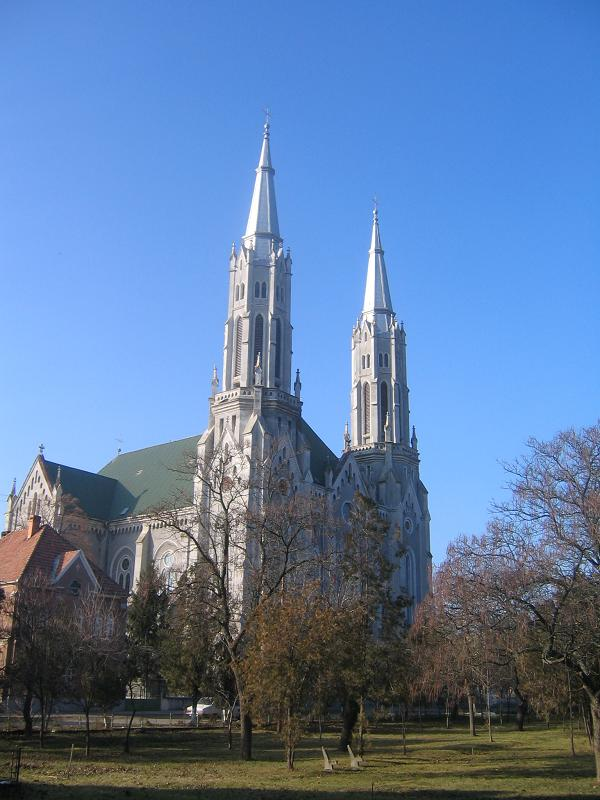
Biserică Romano-Catolică în Vinga, Banat
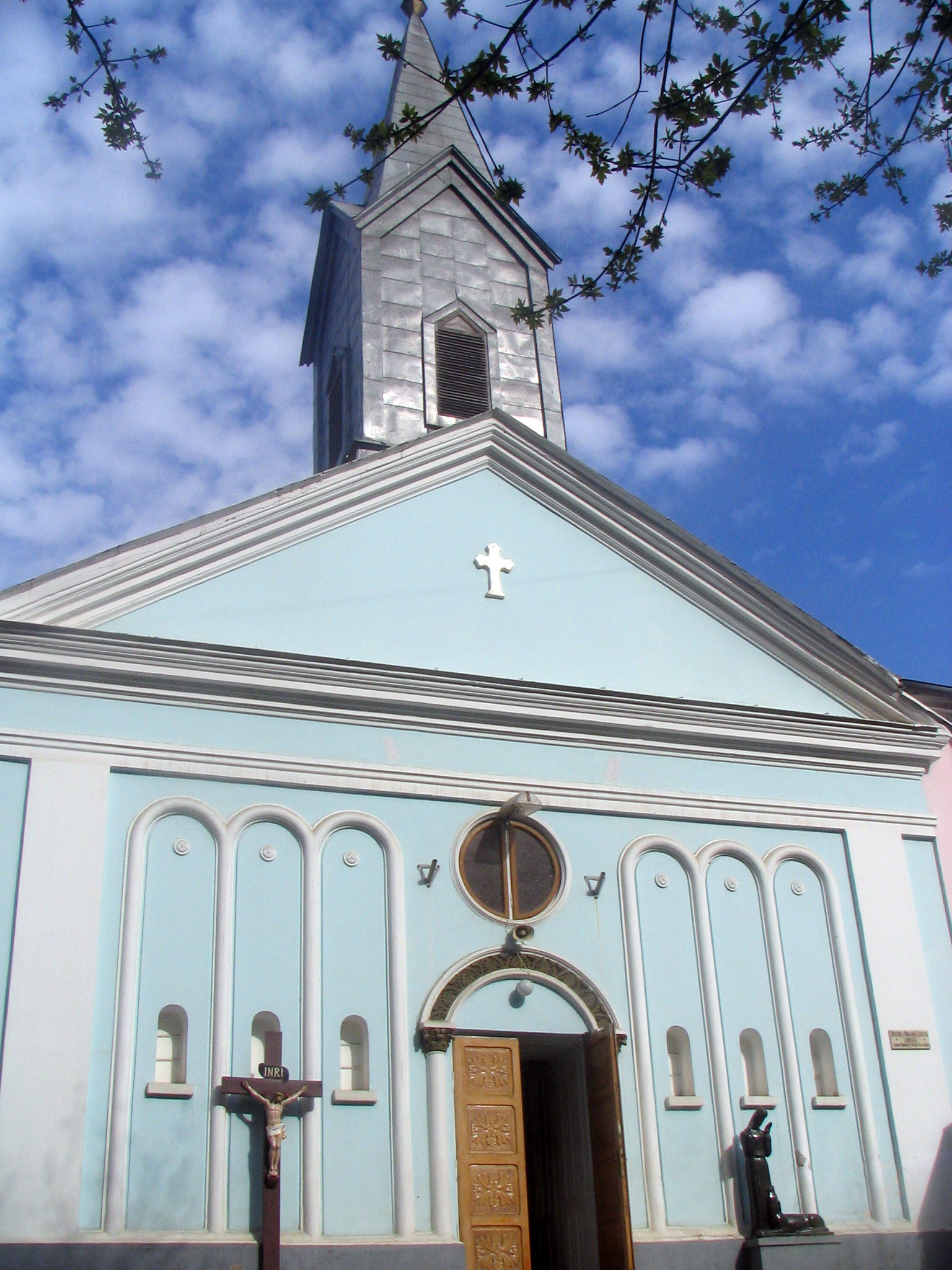
Biserica romano-catolică bulgărească din Cioplea, București
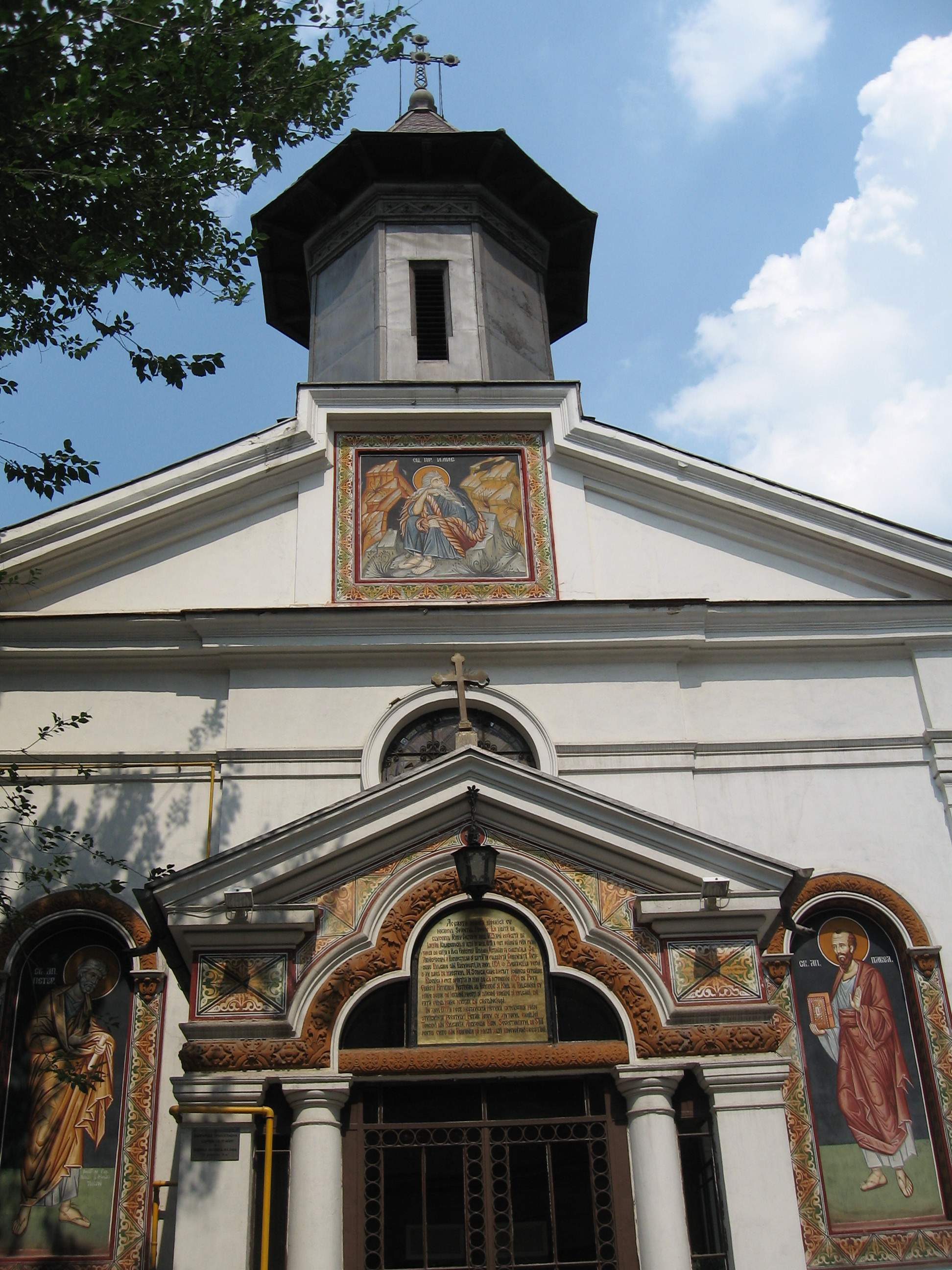
Biserica ortodoxă bulgărească Sfântul Ilie din București
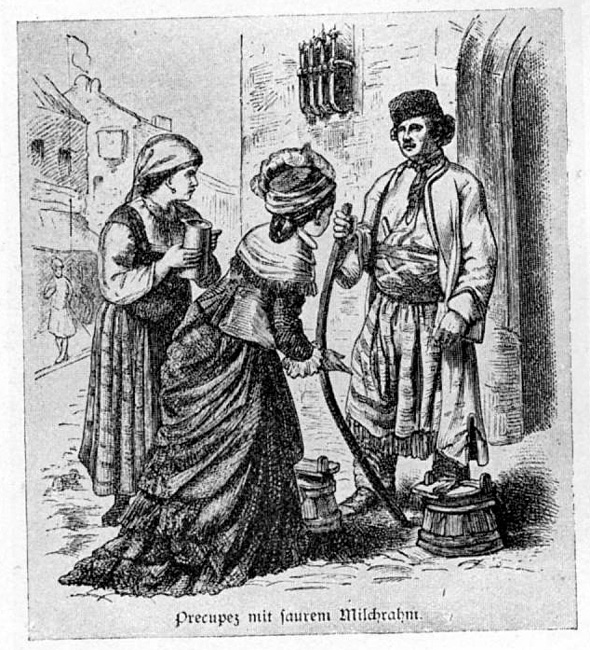
Vânzători de lapte bulgari din București (1880)
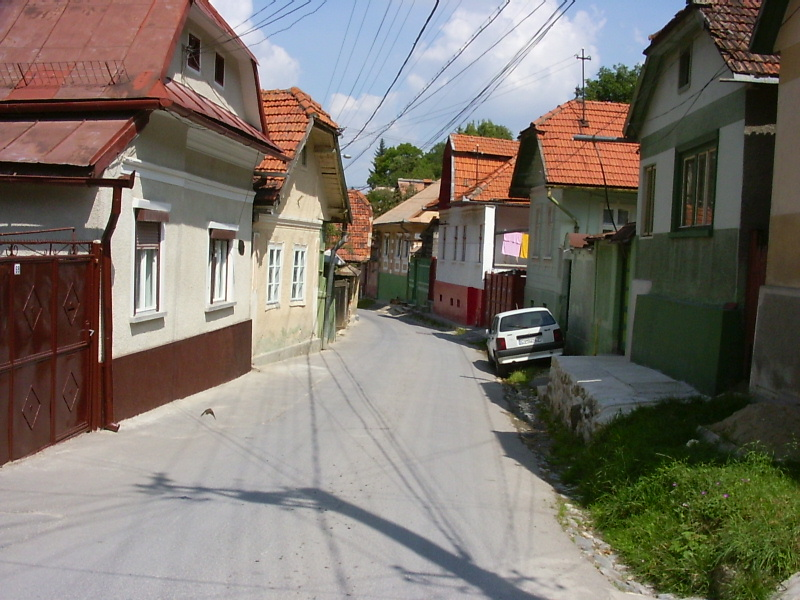
Şcheii Braşovului, un cartier al Braşovului (Kronstadt) populat de bulgari în timpul Evului Mediu
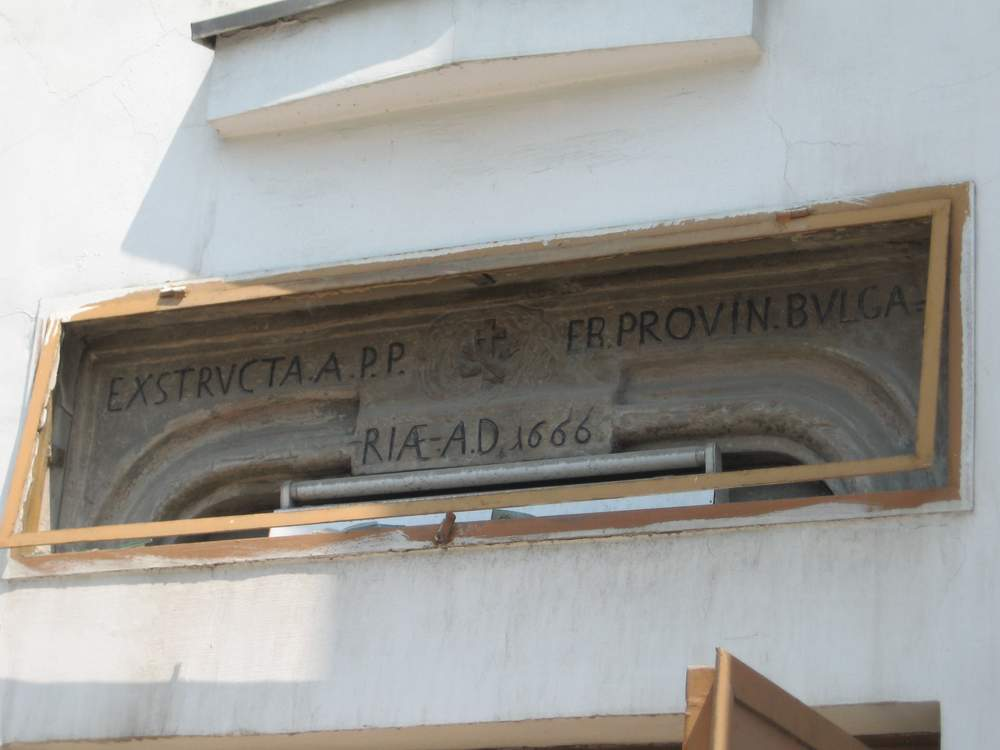
Inscripție pe Biserica Bărăția din București spunând că a fost construită de un franciscan din "Provincia Bulgaria"
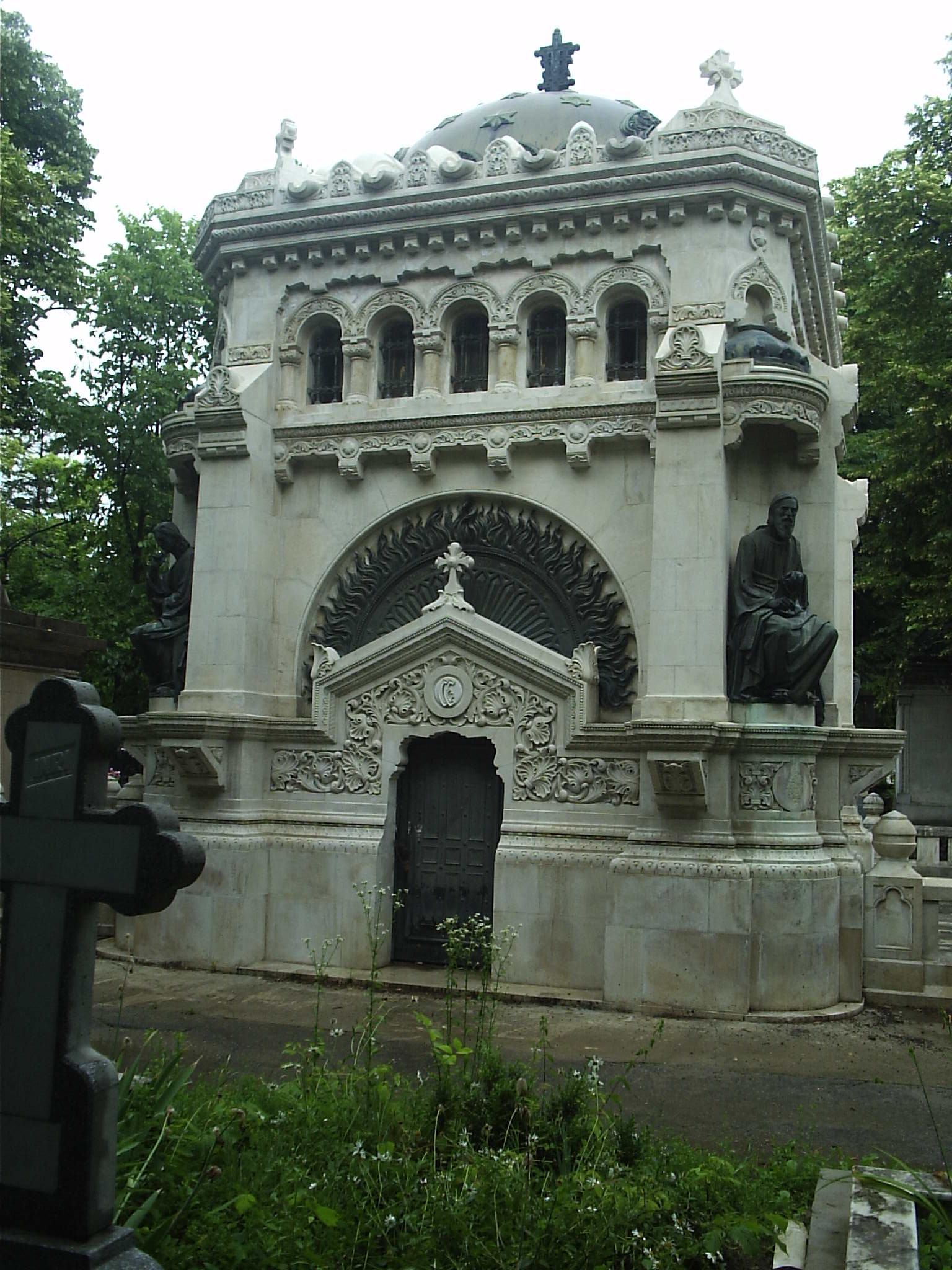
Mormântul lui Evlogi Georgiev din Cimitirul Bellu
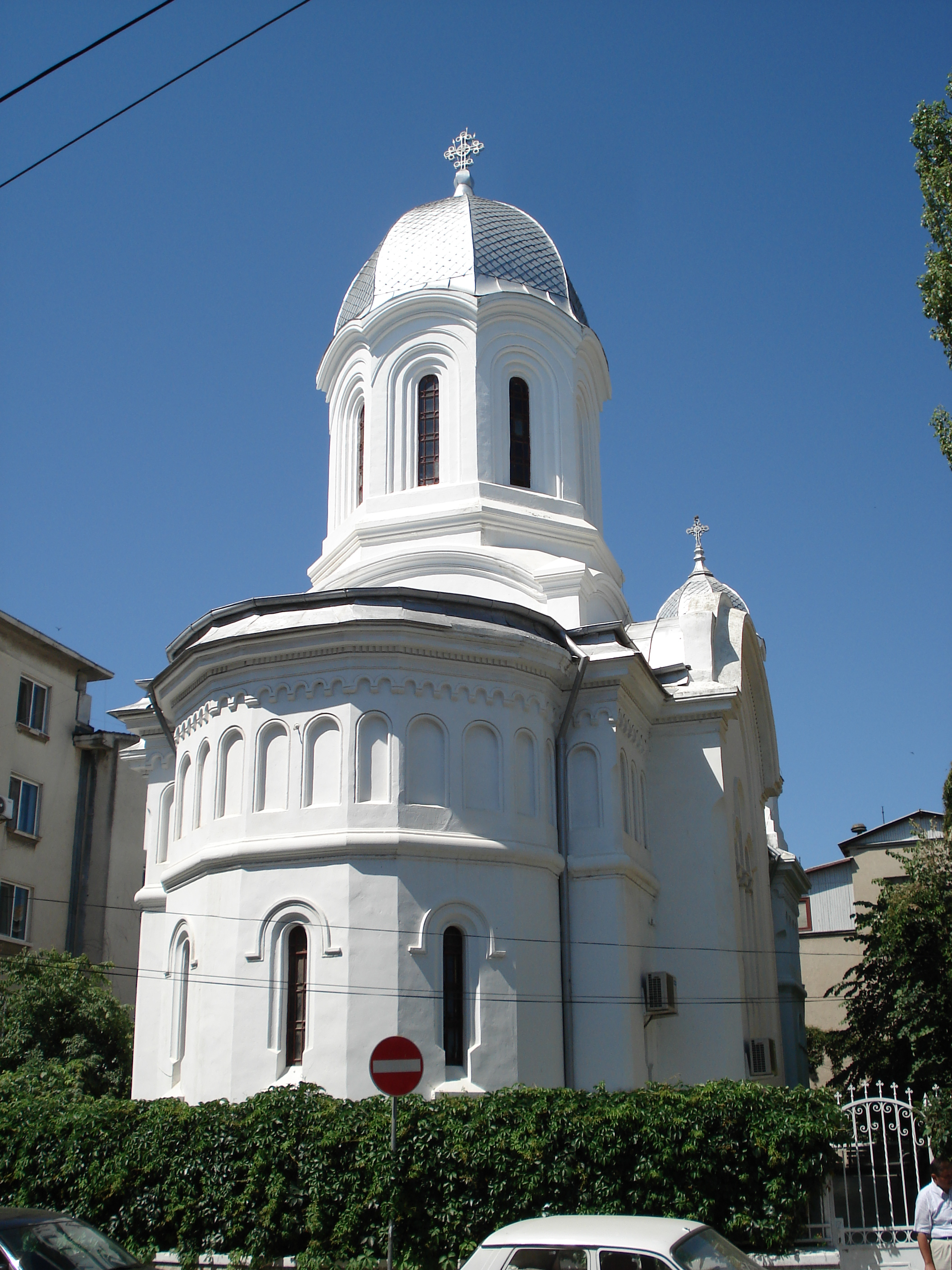
Biserica Sf. Nicolae din Constanța, vechea biserică bulgară din Constanța